# La Chapelle-Bayvel
La Chapelle-Bayvel ist eine französische Gemeinde mit 383 Einwohnern (Stand: 1. Januar 2022) im Département Eure in der Region Normandie (vor 2016 Haute-Normandie). Sie gehört zum Arrondissement Bernay und zum Kanton Beuzeville. Die Einwohner werden Chapellais genannt.

## Geografie
La Chapelle-Bayvel liegt etwa 25 Kilometer nordnordwestlich von Bernay im Lieuvin. Umgeben wird La Chapelle-Bayvel von den Nachbargemeinden Martainville im Nordwesten und Norden, Vannecrocq im Nordosten, Épaignes im Osten, Saint-Sylvestre-de-Cormeilles im Südosten und Süden, Cormeilles im Süden und Südwesten, Saint-Pierre-de-Cormeilles im Südwesten sowie Le Bois-Hellain im Westen.

## Bevölkerungsentwicklung
| Jahr                       | 1962 | 1968 | 1975 | 1982 | 1990 | 1999 | 2006 | 2019 |
| Einwohner                  | 183  | 195  | 211  | 206  | 189  | 216  | 293  | 375  |
| Quellen: Cassini und INSEE |      |      |      |      |      |      |      |      |

## Sehenswürdigkeiten
- Kirche Saint-Martin aus dem 11./12. Jahrhundert
- Schloss aus dem 17. Jahrhundert

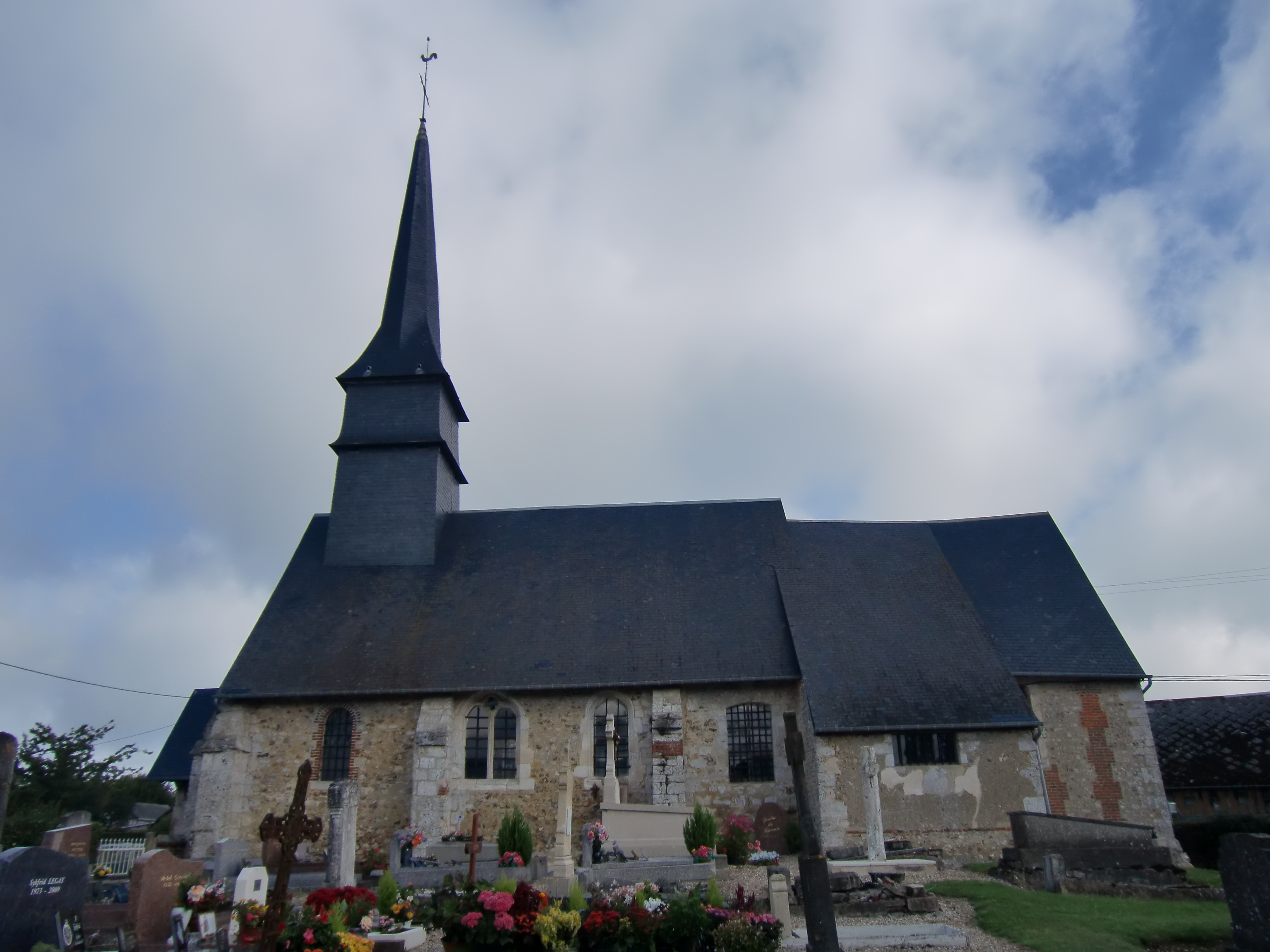
Kirche Saint-Martin
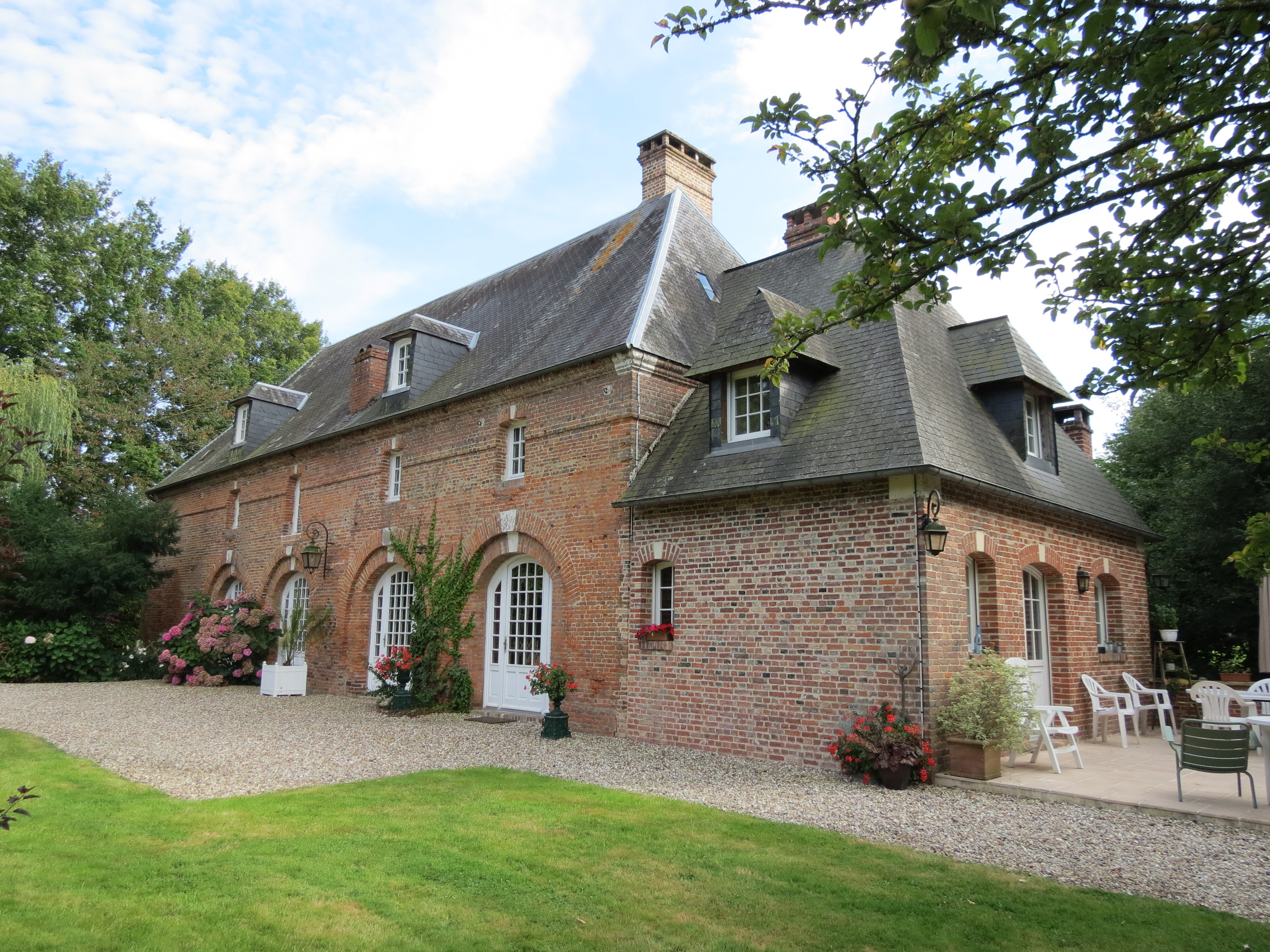
Schloss